# Cantó de Saint-Clair-sur-l'Elle
El cantó de Saint-Clair-sur-l'Elle és un cantó francès del departament de la Manche, situat al districte de Saint-Lô. Té 14 municipis i el cap es Saint-Clair-sur-l'Elle.

## Municipis
- Airel
- Bérigny
- Cerisy-la-Forêt
- Couvains
- La Meauffe
- Moon-sur-Elle
- Notre-Dame-d'Elle
- Saint-André-de-l'Épine
- Saint-Clair-sur-l'Elle
- Saint-Georges-d'Elle
- Saint-Germain-d'Elle
- Saint-Jean-de-Savigny
- Saint-Pierre-de-Semilly
- Villiers-Fossard

## Història
| Data d'elecció                           | Identitat                             | Partit         | Qualitat |
| ---------------------------------------- | ------------------------------------- | -------------- | -------- |
| 1945-1947                                | Edmond Lavieille                      |                |          |
| 1947-1982                                | Gustave Le Provost de la Moissonnière | Divers droite  |          |
| 1982-1988                                | André David                           | Divers droite  |          |
| 1988-1994                                | Jean Letourneur                       | Divers droite  |          |
| 1994-2008                                | Denis Lesage                          | Divers droite  |          |
| 2008-                                    | Jean-Claude Braud                     | Sense etiqueta |          |
| les dades anteriors no són pas conegudes |                                       |                |          |
|                                          |                                       |                |          |

## Demografia
| A partir de 1990: Població sense dobles comptes |